# Xilithus xingdoushanensis
Espèce
Synonymes
- Otacilia xingdoushanensis Yao, Irfan & Peng, 2019

Xilithus xingdoushanensis est une espèce d'araignées aranéomorphes de la famille des Phrurolithidae.

## Distribution
Cette espèce est endémique du Hubei en Chine,. Elle se rencontre vers Enshi.

## Description
Le mâle holotype mesure 3,47 mm et la femelle paratype 4,16 mm.

## Systématique et taxinomie
Cette espèce a été décrite sous le protonyme Otacilia xingdoushanensis par Yao, Irfan et Peng en 2019. Elle est placée dans le genre Acrolithus par Liu, Li, Zhang, Ying, Meng, Fei, Li, Xiao et Xu en 2022. Acrolithus Liu & Li, 2022, préoccupé par Acrolithus Freytag & Ma, 1988, a été remplacé par Xilithus par Lin et Li en 2023.

## Étymologie
Son nom d'espèce, composé de xingdoushan et du suffixe latin -ensis, « qui vit dans, qui habite », lui a été donné en référence au lieu de sa découverte, les monts Xingdou.

## Publication originale
- Yao, Irfan & Peng, 2019 : « Five new species of Otacilia Thorell, 1897 (Araneae: Phrurolithidae) from the Wuling Mountain Range, China. » Zootaxa, no 4613(2), p. 290-304.